# Lee White (homme politique)
Pour les articles homonymes, voir Lee White et White.
 (août 2020).
 (juin 2022).
Si vous disposez d'ouvrages ou d'articles de référence ou si vous connaissez des sites web de qualité traitant du thème abordé ici, merci de compléter l'article en donnant les références utiles à sa vérifiabilité et en les liant à la section « Notes et références ».
Lee James Taylor White, né le 26 juillet 1965 à Manchester (Royaume-Uni), est du 10 juin 2019 au 30 août 2023 le ministre gabonais des Eaux, des Forêts, de la Mer, de l'Environnement, chargé du Plan Climat, des Objectifs du Développement durable et du Plan d'affectation des terres. Il a travaillé dans les domaines liés aux changements climatiques, à la préservation et à la gestion des ressources naturelles, aux aires protégées et à l’écotourisme. Il est membre des groupes des spécialistes des primates et des éléphants de l’Union internationale pour la conservation de la nature (UICN).

## Biographie
Originaire de Manchester (Grande-Bretagne), Lee White grandit en Ouganda. En 1982, il fait du bénévolat pour la British Trust for Conservation Volunteers puis il crée un groupe de soutien local pour le World Wide Fund (WWF) à Altrincham.
En 1987, il obtient un baccalauréat universitaire scientifique, puis une maîtrise avec honneur en zoologie, à l’université de Londres. En 1992, il devient docteur en zoologie de l’université d'Édimbourg[réf. souhaitée]. 
Il est marié et père de trois enfants.

## Carrière professionnelle
En 1984, il rejoint le Tiwai Primate Project en Sierra Leone, puis la Nigerian Conservation Foundation en 1987, au Nigeria, comme chef de projet. Il arrive au Gabon en 1989 pour entreprendre un doctorat en zoologie sur l’impact de l’exploitation forestière sur la flore et la faune (université d'Édimbourg, 1992).
Ensuite, il rejoint l’ONG américaine Wildlife Conservation Society (WCS) afin de créer un programme de recherche et de conservation au Gabon et dans la zone forestière de l'Afrique centrale. Sous son impulsion, et en l’espace de dix ans, le Gabon a créé le plus gros programme de WCS dans le monde, avec 200 salariés et des dotations annuelles d’environ 5 millions de dollars (4 millions d’euros).
Parallèlement, à partir de 2002, année de la création au Gabon des 13 parcs nationaux par le président Omar Bongo, Lee White apporte son expertise à la présidence sur les questions liées aux changements climatiques, aux parcs nationaux et à l’écotourisme.
En 2008, il quitte WCS, acquiert la nationalité gabonaise, et rejoint le ministère de l’Environnement en tant que scientifique en chef dans la délégation gabonaise pour les négociations auprès de la Convention-cadre des Nations unies sur les changements climatiques (CCNUCC) avant d’être nommé, en 2009, Secrétaire exécutif de l'Agence nationale des Parcs nationaux (ANPN), organe de gestion de 13 parcs nationaux, couvrant plus de 10 % du territoire national.
Durant 10 ans, il assure le développement de cette agence, qui est passée du statut d’autorité naissante, avec moins de 100 employés, à une agence professionnelle de gestion des parcs nationaux employant plus de 800 personnes, dont une force para-militaire, en vue d’assurer une bonne gouvernance des ressources naturelles et de mettre fin à toute forme d’exploitation illégale de ces ressources. Avec Lee White, l’ANPN a levé et sécurisé, entre 2010 et 2019, pour le compte du Gabon, des fonds pour un montant de près de 96 milliards de FCFA auprès de partenaires divers. En juin 2019, il fait son entrée au gouvernement gabonais au poste de ministre des Eaux, des Forêts, de la Mer, de l'Environnement, chargé du Plan Climat, des Objectifs du Développement durable et du Plan d'affectation des terres,,. Il est démis de ses fonctions lors du coup d'État d'août 2023. White est ensuite accusé par la justice gabonaise de malversations dans la délivrance de permis d'exploitation et de détournement de fonds. Il est libéré et repart au Royaume-Uni le 7 octobre 2023.

## Distinctions
Professeur honoraire à l'université de Stirling en Écosse, il a reçu les distinctions suivantes : Chevalier de l'ordre national du Mérite gabonais en 2003, la Médaille de reconnaissance des Forces armées gabonaises en 2011 et Commandeur de l'Ordre de l'Empire britannique la même année pour services rendus à la conservation en Afrique centrale.

## Publications
En tant que scientifique, il est l’auteur de 94 articles et huit livres sur l’écologie et la conservation des écosystèmes des forêts tropicales en Afrique. 

### Livres
- L. J. T. White, K. Abernethy, Guide de la végétation de la Reserve de la Lopé, Gabon, Gabon, Libreville, Ecofac, 1996, 232 p.
- (en) L. J. T. White, K. Abernethy, A guide to the vegetation of the Lopé Reserve, Gabon. 2nd edition, New York, Wildlife Conservation Society, 1997, 232 p.
- (en) L. J. T. White, A. Edwards (dirs.), Conservation research in the African rain forest: a technical handbook, Wildlife Conservation Society, 2000, 454 p.
  - Publié en Français en 2001 : L. J. T. White, A. Edwards (dirs.), Conservation en forêt pluviale Africaine: méthodes de recherche, Wildlife Conservation Society, 2001, 462 p.
- (en) B Weber, L. J. T. White, A. Vedder, L. Naughton-Trevis (dirs.), African Rain Forest Ecology and Conservation, Yale University Press, 2001.
- (en) L. J. T. White, C. Wilks, J. M. Fay, P. Christy, Gabon’s National Parks : Stretegy for the new millennium, 2002.
- (en) L. J. T. White, J. A. Gwynne, E. Chesnel, P. Mferri Bongo Ondimba, Vision for Gabon : Tourism, Parcs and Sustainable Development / Vision pour le Gabon : Le Tourisme, les parcs et le développement durable, 2007

### Séries de livres
Les Parcs Nationaux du Gabon – série sous la direction de : R. H. Adiahéno, R. Oslisly, J. P. Vande weghe, L. J. T. White.
- J.-P. Vande weghe, Akanda et Pongara : Plages et mangroves., 2005
- J.-P. Vande weghe, Ivindo et Mwagna : Eaux noires, forêts vierges et baïs, 2006*
- J.-P. Vande weghe, Loango, Mayumba et le Bas Ogooué, 2007*
- J.-P. Vande weghe, Plateau Batéke., 2008*
- J.-P. Vande weghe, Monts de Cristal., 2009
- J.-P. Vande weghe, Lopé, Waka et Birougou., 2011
- J.-P. Vande weghe, Moukalaba Doudou., 2012
- J.-P. Vande weghe, Minkébé., 2013,

* - publié en anglais en 2010, edité par L. J. T. White.